# Waldemar González
Waldemar González – piłkarz urugwajski, obrońca.
González razem z klubem Club Nacional de Football zdobył w 1952 roku tytuł mistrza Urugwaju.
Jako piłkarz klubu Nacional wziął udział w turnieju Copa América 1955, gdzie Urugwaj zajął czwarte miejsce. González zagrał tylko w meczu z Peru.
Razem z Nacionalem trzy razy z rzędu zdobył mistrzostwo Urugwaju - w 1955, 1956 i 1957 roku.